# デズモンド・ベイン
デズモンド・マイケル・ベイン（Desmond Michael Bane, 1998年6月25日 - ）は、アメリカ合衆国インディアナ州リッチモンド出身のプロバスケットボール選手。NBAのオーランド・マジックに所属している。ポジションはシューティングガードまたはスモールフォワード。

## 来歴

### 生い立ち
中学2年まで野球をプレーしていたが、バスケをプレーすることを望み、高校からはバスケに専念した。

### カレッジ
テキサスクリスチャン大学に進学して4年間プレーした。4年次は平均16.6得点、6.3リバウンド、3.9アシストの成績を記録し、2020年のNBAドラフトにエントリーした。

### NBA

#### メンフィス・グリズリーズ
2020年11月18日に行われたドラフトにおいて、1巡目・全体30位でボストン・セルティックスから指名を受けた。テキサスクリスチャン大学の選手がNBAドラフトで1巡目指名を受けたのは1995年のカート・トーマス以来であった。その後、21日にセルティックス、メンフィス・グリズリーズ、ポートランド・トレイルブレイザーズの3チーム間のトレードで交渉権がグリズリーズに移り、25日にグリズリーズと契約した。
12月5日のダラス・マーベリックス戦で当時キャリアハイとなる29得点、9リバウンドを記録し、チームは97-90で勝利した。2022年3月23日のブルックリン・ネッツ戦で6本の3ポイントを含む23得点を記録し、マイク・ミラーが持っていた1シーズンにおける3ポイント成功数のフランチャイズ記録を更新した。
4月22日に行われたミネソタ・ティンバーウルブズとのプレーオフ第1回戦の第4戦で34得点を記録したが、チームは118-119で惜敗した。このシーズン、チームはカンファレンス準決勝まで進出するが、このシーズンのNBAチャンピオンとなるゴールデンステート・ウォリアーズに第6戦の末に敗れた。なお、ベインはこのプレーオフで計27本の3ポイントを決め、1プレーオフにおける3ポイント成功数のフランチャイズ記録を更新した。
10月24日のブルックリン・ネッツ戦で当時キャリアハイとなる38得点を記録し、チームは134-124で勝利した。11月11日のミネソタ・ティンバーウルブズ戦で右足親指を捻挫し、3日後にグリズリーズはベインを2〜3週間欠場させることを発表した。12月7日にグリズリーズはベインをさらに3〜4週間欠場させることを発表した。同月24日の復帰戦となるフェニックス・サンズ戦で17得点、3リバウンド、2アシストを記録し、チームは125-100で勝利した。
このシーズン、チームはプレーオフに出場するが、ロサンゼルス・レイカーズとのプレーオフ第1回戦で第5戦の末に敗れた。オフシーズンにグリズリーズとのフランチャイズ史上最高額である5年総額2億700万ドルのマックス契約に合意した。
2023年12月6日のデトロイト・ピストンズ戦でキャリアハイとなる49得点を含む6リバウンド、8アシストを記録し、チームは116-102で勝利した。なお、1試合で45得点・5リバウンド・5アシスト以上を記録したのは、マイク・ミラー以来フランチャイズ史上2人目であった。

### オーランド・マジック
2025年6月15日、コール・アンソニー、ケンテイビアス・コールドウェル＝ポープ、2025年のNBAドラフト全体16位を含む、プロテクトされていない1巡目指名権4つと2029年のドラフト1巡目指名交換権と引き換えにオーランド・マジックへトレードされた。

## 個人成績

### NBA

#### レギュラーシーズン
| シーズン | チーム | GP  | GS  | MPG  | FG%  | 3P%  | FT%  | RPG | APG | SPG | BPG | PPG  |
| -------- | ------ | --- | --- | ---- | ---- | ---- | ---- | --- | --- | --- | --- | ---- |
| 2020–21  | MEM    | 68  | 17  | 22.3 | .469 | .432 | .816 | 3.1 | 1.7 | .6  | .2  | 9.2  |
| 2021–22  | MEM    | 76  | 76  | 29.8 | .461 | .436 | .903 | 4.4 | 2.7 | 1.2 | .4  | 18.2 |
| 2022–23  | MEM    | 58  | 58  | 31.7 | .479 | .408 | .883 | 5.0 | 4.4 | 1.0 | .4  | 21.5 |
| 2023–24  | MEM    | 42  | 42  | 34.4 | .464 | .381 | .870 | 4.4 | 5.5 | 1.0 | .5  | 23.7 |
| 2024–25  | MEM    | 69  | 68  | 32.0 | .484 | .392 | .894 | 6.1 | 5.3 | 1.2 | .4  | 19.2 |
| 通算     | 通算   | 313 | 261 | 29.6 | .472 | .410 | .883 | 4.6 | 3.8 | 1.0 | .4  | 17.8 |

#### プレーオフ
| シーズン | チーム | GP | GS | MPG  | FG%  | 3P%  | FT%  | RPG | APG | SPG | BPG | PPG  |
| -------- | ------ | -- | -- | ---- | ---- | ---- | ---- | --- | --- | --- | --- | ---- |
| 2021     | MEM    | 5  | 0  | 19.8 | .579 | .500 | ---  | 3.4 | 2.0 | .8  | .4  | 5.6  |
| 2022     | MEM    | 12 | 12 | 35.7 | .478 | .489 | .857 | 3.8 | 2.2 | .9  | .8  | 18.8 |
| 2023     | MEM    | 6  | 6  | 38.6 | .422 | .320 | .931 | 6.0 | 3.2 | .5  | .0  | 23.5 |
| 2025     | MEM    | 4  | 4  | 34.8 | .317 | .219 | .933 | 6.8 | 3.3 | .8  | .5  | 15.3 |
| 通算     | 通算   | 27 | 22 | 33.2 | .437 | .396 | .899 | 4.6 | 2.5 | .8  | .5  | 16.9 |

### カレッジ
| シーズン | チーム | GP  | GS  | MPG  | FG%  | 3P%  | FT%  | RPG | APG | SPG | BPG | PPG  |
| -------- | ------ | --- | --- | ---- | ---- | ---- | ---- | --- | --- | --- | --- | ---- |
| 2016–17  | TCU    | 39  | 13  | 20.7 | .515 | .380 | .768 | 2.9 | 1.0 | .3  | .2  | 7.1  |
| 2017–18  | TCU    | 33  | 32  | 30.5 | .539 | .461 | .780 | 4.1 | 2.5 | .9  | .2  | 12.5 |
| 2018–19  | TCU    | 37  | 37  | 35.5 | .502 | .425 | .867 | 5.7 | 2.4 | 1.1 | .5  | 15.2 |
| 2019–20  | TCU    | 32  | 32  | 36.0 | .452 | .442 | .789 | 6.3 | 3.9 | 1.5 | .5  | 16.6 |
| 通算     | 通算   | 141 | 114 | 30.3 | .495 | .433 | .801 | 4.7 | 2.4 | .9  | .4  | 12.7 |